# Eduard von Wattenwyl
Eduard von Wattenwyl (* 6. Februar 1820 in Bern; † 14. Dezember 1874 ebenda) war ein Schweizer Jurist, Gutsbesitzer, Politiker und Historiker.

## Leben
Wattenwyl besuchte das Gymnasium in Bern und studierte Rechtswissenschaften in Bern, Bonn, Heidelberg und Berlin. In Bonn war er seit 1839 Mitglied des Corps Rhenania. 1843 wurde er Rechtsanwalt (ohne Kanzlei). Von 1843 bis 1850 war er Gutsbesitzer in Uttigen. Nach dem Tod seines Vaters übernahm er die ehemalige Freiherrschaft Schloss Oberdiessbach bei Thun. 1846 wurde er Oberleutnant im Eidgenössischen Generalstab, 1847 Adjutant des Generals im Sonderbundskrieg. 1856 wurde er Major.
In Diessbach war Wattenwyl Mitglied des Gemeinderats und des Kirchenvorstandes. 1850 bis 1858 und 1866 bis 1874 gehörte er als Vertreter des Gemeinderats von Dießbach dem Großen Rat des Kantons Bern an. 1869 wurde Eduard von Wattenwyl Präsident des Historischen Vereins des Kantons Bern. Er veröffentlichte mehrere Arbeiten zur Kantonsgeschichte.

## Auszeichnungen
- Dr. phil. h. c. der Universität Bern (1869)

## Werke
- Geschichte von Stadt und Landschaft Bern (2 Bände, 1867/72)